# Плохие парни (фильм, 1995)
«Плохи́е па́рни» (англ. Bad Boys) — американский комедийный боевик 1995 года, снятый Майклом Бэем в качестве его дебютного полнометражного фильма, продюсерами которого выступили Дон Симпсон и Джерри Брукхаймер. В главных ролях снимались Мартин Лоуренс, Уилл Смит, Теа Леони, Чеки Карио, Тереза Рэндл и Джо Пантолиано. Фильм рассказывает о детективах из отдела по борьбе с наркотиками Майами Маркусе Бернетте (Лоуренс) и Майке Лоури (Смит), которые расследуют кражу упаковок героина стоимостью 100 миллионов долларов и должны защитить свидетеля убийства от международного наркоторговца.
Фильм получил неоднозначные отзывы критиков, но был коммерчески успешным, собрав в мировом прокате 141 миллион долларов, и породил три продолжения: «Плохие парни 2» (2003), «Плохие парни навсегда» (2020) и «Плохие парни до конца» (2024).

## Сюжет
Маркус Бёрнетт и Майк Лоури — детективы полиции Майами. Лоури происходит из состоятельной семьи и живёт как плейбой, тогда как несколько более старший Бёрнетт женат и имеет троих детей.
Одной ночью группа бандитов вламывается в хранилище полиции и выкрадывает изъятый героин стоимостью в 100 миллионов долларов. Для Бёрнетта и Лоури это сильный удар, так как этот героин был изъят в крупнейшем деле их карьеры. Отдел внутренней безопасности считает, что в ограблении замешан кто-то из полиции, и предъявляют ультиматум — если наркотики не будут возвращены через пять дней, то их участок закроют. Довольно быстро детективы узнают, что одним из виновных был Эдди Домингес, бывший полицейский, который выкрал у главаря партию героина. За это его убивает его босс, французский наркобарон по имени Фуше, который также убивает и «девушку по вызову» Макси, одну из бывших подружек Лоури. Единственной свидетельницей убийства является её подруга по имени Джули Мотт.
Хотя она с ним никогда не встречалась, Джули согласна встретиться лишь с Майком Лоури, но его на месте не оказывается. Тогда капитан Говард заставляет Бёрнетта притворяться своим напарником, чтобы заставить девушку свидетельствовать. Для этого Бёрнетт временно переезжает в роскошную квартиру Лоури, а Лоури начинает жить с семьёй Бёрнетта. Детективам приходится любыми способами искать Фуше, продолжая при этом разыгрывать маскарад перед Джули.

## В ролях
| Актёр              | Роль                              |
| ------------------ | --------------------------------- |
| Мартин Лоуренс     | детектив Маркус Майлз Бёрнетт     |
| Уилл Смит          | детектив Майкл «Майк» Юджин Лоури |
| Теа Леони          | Джули Мотт                        |
| Чеки Карио         | Фуше                              |
| Джо Пантолиано     | капитан Конрад Говард             |
| Тереза Рэндл       | Тереза Бёрнетт                    |
| Марг Хелгенбергер  | капитан Элисон Синклер            |
| Нестор Серрано     | детектив Санчес                   |
| Хулио Оскар Мечосо | детектив Руис                     |
| Карен Александер   | Макс Логан                        |
| Джон Сэлли         | хакер Флетчер                     |

## Саундтрек
1. «Shy Guy» (Diana King)
2. «So Many Ways (Bad Boys Version)» (Warren G)
3. «Five O, Five O (Here They Come)» (69 Boyz feat. Devane)
4. «Boom Boom Boom» (Juster)
5. «Me Against the World» (2Pac feat. Dramacydal)
6. «Someone to Love» (Jon B. feat. Babyface)
7. «I’ve Got a Little Something for You (Radio Version)» (MN8)
8. «Never Find Someone Like You» (Keith Martin)
9. «Call the Police (Marvel/Bonzai Mix)» (Ini Kamoze)
10. «Da B Side» (Da Brat feat. The Notorious B.I.G. & Jermaine Dupri)
11. «Work Me Slow» (Xscape)
12. «Clouds of Smoke» (Call O’ Da Wild)
13. «Juke-Joint Jezebel» (KMFDM)
14. «Bad Boys’ Reply (’95)» (Inner Circle feat. Tek)
15. «Theme from Bad Boys» (Mark Mancina)
16. «Five O, Five O, (Here They Come) (Hideout House Radio Mix)» (69 Boyz feat. K-Nock) (Bonus Track)

## Отзывы
Фильм был воспринят прохладно, на Rotten Tomatoes он имеет 43 % положительных рецензий средняя оценка 4.9 балла. В основном фильм подвергся критике из-за слабого сценария и слишком большого количества спецэффектов.

## Номинации
Фильм был дважды номинирован на MTV Movie Awards в категориях «лучшая актёрская команда» (Уилл Смит, Мартин Лоуренс) и «самый зрелищный эпизод».